# 田村滋
Shigeru Shiggy Tamura 田村 滋（たむら しげる、1974年 - ）は、
Restaurant Consultant / Producer (レストランコンサルタント/ プロデューサー）
元ホテリエ

## 人物
東京都足立区生まれ。2歳からアメリカ西海岸カルフォルニア州パサデナ、その後インドネシア（Jakarta International School）、スイス(Swiss Hotel Management School Les Roches)、香港、サウジアラビア、韓国、シンガポールで過ごす。

## 経歴
・Grand Hotel Zermatterhof
・InterContinental Jeddah
・Mandrin Oriental
・InterContinental Yokohama Grand
・Hilton Tokyo Bay
・Hilton Nagoya
・Peninsula Tokyo
・The Plaza (Hanwha Group)
・ANA InterContinental Tokyo
・Resorts World Sentosa Singapore
・Shangri-La Tokyo
・Scarpetta Tokyo (森トラストホテルズ＆リゾーツ株式会社)
・SL Japan Asset Management　…海外ホテルやレストランブランド誘致、開業。オペレーション、SNS発信運用。

## 直近の成果/実績
- Shangri-La Kyoto Nijojo (仮称)
- Tiki's Tokyo
- Mercato Metropolitano
- Giaggiolo Ginza
- Yotel Tokyo Ginza
- KOTO no HAKO KOBE

## 言語
- 日本語:母国語
- 英語:ネイティヴ
- インドネシア語・フランス語・ドイツ語:日常会話レベル

## 関連記事
- Tiki's Tokyo
- Scarpetta Tokyo モリトラ！
- Scarpetta Tokyo
- Hoteres Interview
- The Luxury Awards Shigeru Tamura Joel Robuchon
- Hanwha Introduction video 3:57 ~  / 7:02 ~